# My Arae
Cervantes (Bayer-Bezeichnung: My Arae, abgekürzt μ Arae) ist ein gelb-orangefarbener, sonnenähnlicher Stern mit einer scheinbaren Helligkeit von 5,1 mag in der Nordostecke des Sternbilds Altar (Ara), wo er bei guten Bedingungen auch mit bloßem Auge erkennbar ist. Er ist in die Spektralklasse G und in die Leuchtkraftklasse V - IV einzuordnen. Der Stern ist etwa 50 Lichtjahre von unserer Sonne entfernt. Sein Durchmesser beträgt etwa das 1,4fache, seine Masse etwa das 1,1fache der Sonne; das entspricht ca. 360.000 Erdmassen. Aus dem Unterschied in der Helligkeit zwischen μ Arae und der Sonne lässt sich vermuten, dass der Stern bereits weiter entwickelt und auch älter ist als die 4,6 Milliarden Jahre der Sonne. Darüber hinaus ist er sehr metallreich.

## Namen
My Arae hatte neben seiner Bayer-Bezeichnung lange Zeit keinen Eigennamen. Nach einem öffentlich ausgeschriebenen Wettbewerb (NameExoWorlds) der IAU erhielt er im Dezember 2015 den Namen Cervantes.

## Planetensystem
Im August 2006 waren vier Planeten im My-Arae-System bekannt. Drei von ihnen besitzen eine hohe Masse und sind wahrscheinlich sogenannte Gasriesen. Der innerste Planet ist in seiner Masse mit Uranus vergleichbar und ist entweder terrestrischer Natur oder ein kleiner Gasplanet.

### Entdeckungsgeschichte
Im Jahre 2001 wurde die Entdeckung des ersten Planeten – My Arae b (auch: Quijote) – von einem Team amerikanischer und australischer Forscher bekanntgegeben. Der Planet bewegt sich in einem stark exzentrischen Orbit und umläuft seinen Stern einmal in 743 Tagen. Entdeckt wurde er mittels einer Messung der Radialgeschwindigkeit von My Arae (Messung der Doppler-Verschiebung an den Spektrallinien des Sterns).
Weitere Beobachtungen führten zur Entdeckung eines zweiten Objektes, My Arae c (auch: Dulcinea), mit der man 2004 an die Öffentlichkeit ging. Man nahm damals an, es handle sich um einen Planeten mit einer stark exzentrischen Bahn, der für einen Umlauf 8,2 Jahre benötigt.
Noch im selben Jahr folgte der kleine innere Planet My Arae d (auch: Rocinante) mit einer dem Uranus vergleichbaren Masse und einer nur 9-tägigen Umlaufperiode. Er bildete damit das erste Beispiel für eine inzwischen als Hot Neptune. Seine Oberflächentemperatur dürfte etwa 900 K betragen. Möglich wurde die Entdeckung durch hochpräzise Messungen der Radialgeschwindigkeit My Araes mit dem Spektrografen des High Accuracy Radial velocity Planet Searcher (HARPS) im La-Silla-Observatorium der Europäischen Südsternwarte.
2006 kamen zwei voneinander unabhängige Teams um die Forscher Krzysztof Gozdziewski und Francesco Pepe zu dem Schluss, dass wohl ein vierter Planet vorhanden sein müsse, der den Mutterstern in einem nahezu kreisförmigen Orbit einmal in 311 Tagen umkreist. Dieses neue Modell des My-Arae-Systems geht auch von anderen Parametern für die zuvor entdeckten Planeten aus, deren Orbits nun sehr viel weniger exzentrisch ausfallen. Mit der Entdeckung von My Arae e (auch: Sancho) stieg das System zum zweiten bekannten exosolaren Planetensystem mit vier Planeten auf. Das andere war 55 Cancri, dort wurde aber inzwischen ein fünfter Planet entdeckt.

### Aufbau des Systems
Das My-Arae-System besteht aus einem inneren uranusgroßen Planeten mit einer Umlaufzeit von 9 Tagen und drei weiteren massereichen Begleitern – wahrscheinlich Gasriesen – auf weiten, nahezu kreisförmigen Orbits. Diese kreisförmigen Umlaufbahnen stehen in Kontrast zu den üblicherweise bei langperiodischen Exoplaneten beobachteten stark exzentrischen Orbits.
Der innerste Planet könnte ein sogenannter chthonischer Planet sein – eine bisher hypothetische Planetenklasse, die entsteht, wenn ein Gasplanet seine Hülle unter Einfluss des Sonnenwindes verliert und nur der Gesteinkern zurückbleibt. Eine alternative Theorie besagt, der Planet habe sich in den innersten Regionen des My-Arae-Systems bereits als terrestrischer Planet gebildet, sei also eine „Super-Erde“.
Die inneren Gasriesen e und b befinden sich fast in einem 1:2-Verhältnis orbitaler Resonanz und beeinflussen sich daher stark. Allerdings kann das nicht immer so gewesen sein, da Simulationen zeigen, dass ein solches System nach 78 Mio. Jahren instabil wird. Da das Planetensystem von My Arae jedoch wesentlich älter ist, kann dieses Umlaufzeitverhältnis nicht von Anbeginn an bestanden haben. Es gibt also noch einige Fragen zu klären.
Die Suche nach protoplanetaren Scheiben brachte keine Ergebnisse. Sollte My Arae eine Trümmerscheibe besitzen, die sich mit unserem Kuipergürtel vergleichen ließe, so ist diese zu diffus, um sie von der Erde aus wahrnehmen zu können.
| Planet (nach der Entfernung vom Zentralgestirn) | Entdeckungsjahr | Mindestmasse (in MJ) | Umlaufzeit (in Tagen) | Große Halbachse (in AE) | Exzentrizität |
| ----------------------------------------------- | --------------- | -------------------- | --------------------- | ----------------------- | ------------- |
| c (Dulcinea)                                    | 2004            | 0,03321              | 9,6386 ± 0,0015       | 0,09094                 | 0,172 ± 0,040 |
| d (Rocinante)                                   | 2004            | 0,5219               | 310,55 ± 0,83         | 0,9210                  | 0,067 ± 0,012 |
| b (Quijote)                                     | 2000            | 1,676                | 643,25 ± 0,90         | 1,497                   | 0,128 ± 0,017 |
| e (Sancho)                                      | 2006            | 1,814                | 4205,8 ± 758,9        | 5,235                   | 0,099 ± 0,063 |

### Leben?
Von den Begleitern My Araes bewegt sich der Gasplanet b innerhalb der bewohnbaren Zone um seinen Stern – jener Zone, die Wasser in seiner flüssigen Form zulässt. Die starke Gravitation des Gasriesen dürfte die Bildung erdähnlicher Planeten hier unmöglich machen; was aber nicht heißt, dass nicht auf großen Monden um My Arae b ein lebensfreundliches Klima vorherrschen könnte.
Hier bleibt allerdings die Frage, ob die Masse der Monde groß genug wäre, eine dichte Atmosphäre zu halten – eine ebenfalls unabdingbare Voraussetzung für die Existenz flüssigen Wassers.
Hinzu kommt, dass die von My Arae b empfangene Dosis ultravioletter Strahlung zu gering ist, um die Formierung von Biomolekülen unterstützen zu können.
Planet e empfängt zwar eine der Erde vergleichbare Dosis ultravioletter Strahlung, ist jedoch zu heiß, um Monde mit einer von Wasser bedeckten Oberfläche zu besitzen.